# Mariano Nougués Secall
Mariano Nougués Secall (Zaragoza, 1801 - 1872) fue un erudito y jurisconsulto español, famoso por sus tratados acerca de conocidos monumentos zaragozanos como Descripción e historia del Castillo de la Aljafería e Historia, crítica y apologética de la Virgen nuestra señora del Pilar de Zaragoza, ambos publicados por cortesía de la reina Isabel I de Aragón y II de Castilla.

## Vida
Nació en Zaragoza, aunque algunas fuentes discutan su fecha de nacimiento, colocándola en 1808. En sus primeros años escribe poesía, influenciado por Aribau. Más tarde comienza a trabajar en la Sociedad Aragonesa de Amigos del País, donde será su etapa más fructífera entre 1845 y 1855
Mariano Nougués destacará sobre todo como orador. En sus años en Aragón, pronunció varios discursos en la Academia Jurídico-Aragonesa y en la Academia de San Luis, siendo miembro de ambas hasta su muerte. Uno de sus discursos, el más famoso, fue editado en 1846 con el título: «sobre el particular empeño con que los aragoneses cultivaron el estudio de la Jurisprudencia y los respetables varones que se distinguieron en este ramo del saber»
Su hermano Pedro Nougués también fue literato, aunque su obra no llegó a tener el reconocimiento que obtuvo la de Mariano, sí existen trabajos destacables de él como: Tratado del consorcio conyugal, con arreglo a la Jurisprudencia de Aragón, Breves consideraciones sobre el socialismo y Poesías varias.
En 1867 fue elegido diputado por el distrito electoral de Zaragoza, permaneciendo en el escaño hasta diciembre de 1868.

## Obras
Mariano Nougués solía firmar así sus obras:
«Abogado de los colegios de Madrid y Zaragoza, ex-decano de éste, Auditor de Guerra de la Capitanía General de Extremadura, socio de mérito de la Sociedad Económica Aragonesa y de la Academia Jurídico-Aragonesa, Académico de número de la de Arqueología de la Corte, Corresponsal de la Real de la Historia, de la de Arqueología de Bélgica, de la de Buenas Letras de Barcelona, de la de Legislación de Tolosa de Francia y otros cuerpos distinguidos; Secretario honorario de S.M., Caballero de la Real y distinguida Orden de Carlos III, dos veces de la de Isabel la Católica, Comendador de la última, etc.»
Entre sus obras destacan:
- Descripción e historia del Castillo de la Aljafería
- Historia, crítica y apologética de la Virgen nuestra señora del Pilar de Zaragoza